# 學園俱樂部
學園俱樂部（英語：The Lyceum Club），亦被稱為澳洲學園俱樂部協會（Australian Association of Lyceum Clubs），是一個澳洲美術、文學和行動主義女子組織，於1972年由若干個小型團體共同成立。該俱樂部的目標為透過提供與其他學園組織成員聯絡以及聯誼的機會，來推廣善意精神、對協會內部的了解和提升各學園團體之愉快程度。該俱樂部在該國阿德萊德（於1922年由海倫·瑪約醫生創立）、墨爾本、悉尼、珀斯以及布里斯本設有學園俱樂部分部。

## 外部連結
- 學園俱樂部官方網站